# Ptilophyllum spicatum
Ptilophyllum spicatum là một loài thực vật có mạch trong họ Hymenophyllaceae. Loài này được (Hedw. ex Hook.) Prantl miêu tả khoa học đầu tiên năm 1875.